# Las alas de la paloma (película de 1981)
Las alas de la paloma (en francés Les ailes de la colombe) es una película francesa, dirigida por par Benoît Jacquot, estrenada en 1981. Lo mismo que la película homónima de 1997 de Iain Softley, se basa en la novela Las alas de la paloma de Henry James.

## Reparto
- Isabelle Huppert como Marie.
- Dominique Sanda como Catherine Croy.
- Michele Placido como Sandro.
- Loleh Bellon como Suzanne Berger.
- Françoise Christophe como La mère de Marc.
- Paul Le Person como el padre de Catherine.
- Odile Michel como la hermana de Catherine.
- Jean Sorel como Lukirsh.
- Gérard Falconetti como Marc.